# Fluctuat nec mergitur
Fluctuat nec mergitur (en llatí clàssic: flvctvat·nec·mergitvr) és una locució llatina que pot traduir-se com "Agitada per les onades, però no s'enfonsa». És el lema de la ciutat de París des de l'any 1358 com a mínim.

## Usos

Escut de París

El seu ús principal és com a lema de la ciutat de París, on sol traduir-se com «Elle est agitée par les vagues, et ne sombre pas» (És colpejada per les onades però no s'enfonsa). A l'escut de París, el lema acompanya un vaixell flotant en maregassa. Tant l'escut com el lema tenen el seu origen en el gremi de navegants del riu Sena, responsables del comerç de la ciutat ja des de l'època romana.
Fou oficialitzat el 24 de novembre de 1853 pel Baró Haussmann.
Els bombers de París també fan servir el lema. Arran de la Massacre de París de 2015 el lema visqué un resorgiment de la seva popularitat. Fou projectat a la Torre Eiffel juntament amb una il·luminació amb els colors de la bandera de França durant les nits següents als atacs. Es fa servir a bastament a les xarxes socials com a símbol de la resistència de la ciutat contra el terrorisme.
Georges Brassens empra la frase llatina a la cèlebre cançó «Les copains d'abord» (Els companys, primer).